# アルカルイク
アルカルイク（カザフ語: Арқалық、露: Аркалык、英: Arkalyk）は、カザフスタンのコスタナイ州北部に位置する都市である。市内にはソビエト連邦時代から、アルカルイク空港が存在する。人口は25462人(2008年)。
この都市は、ソ連時代に宇宙開発にも利用されており、ロシア連邦になった現在でもソユーズ帰還の地として利用されている。